# Páez (Miranda)
Páez is een gemeente in de Venezolaanse staat Miranda. De gemeente telt 44.000 inwoners. De hoofdplaats is Río Chico.